# 輕愛爾

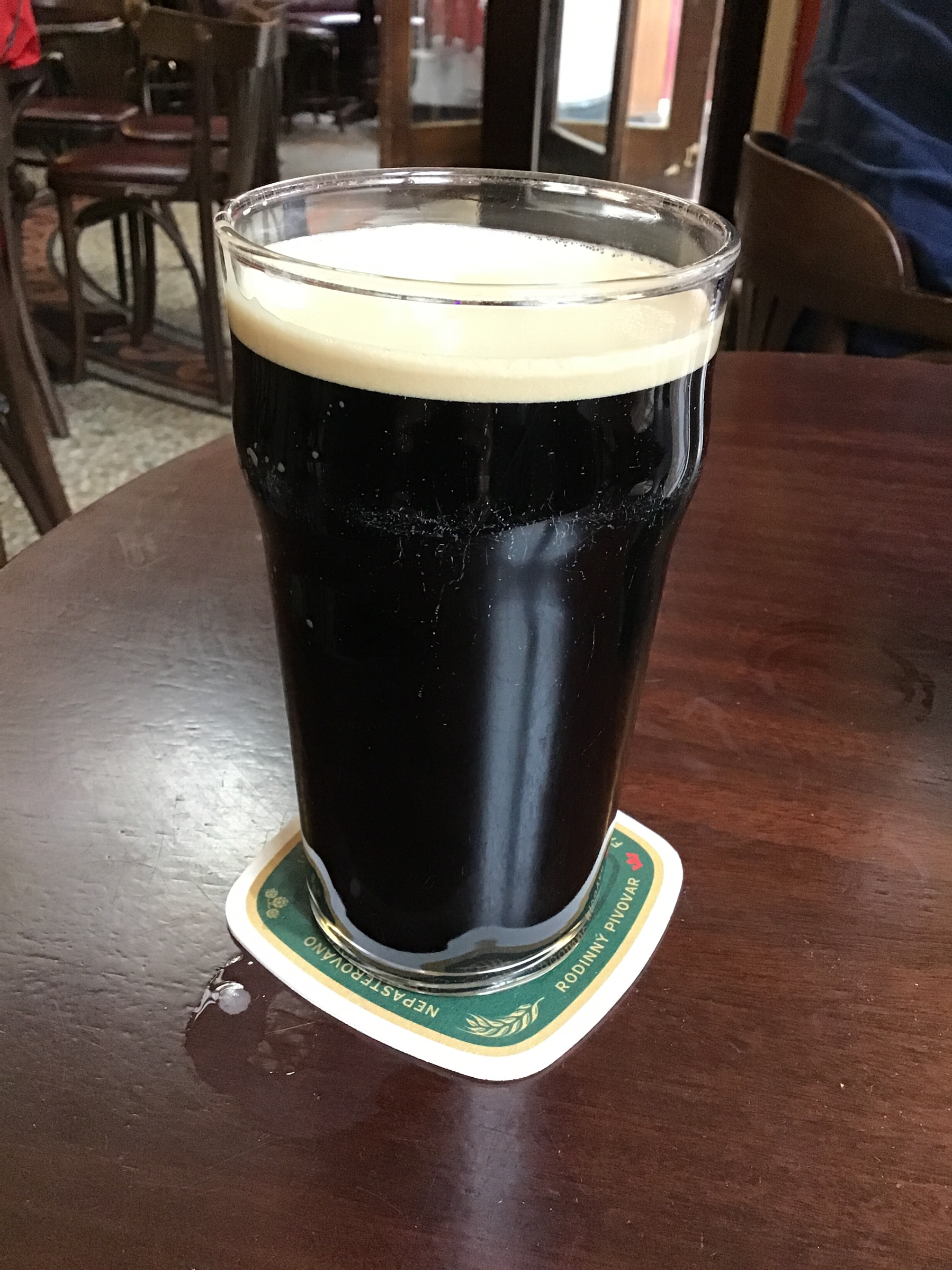
一杯輕愛爾啤酒

輕愛爾（英語：Mild ale），是愛爾啤酒的一種，輕是指年輕，即是發酵時間較短。起源於17世紀英國，其主要以麥芽口感為主，現時的成品的酒精含量大多約3%至3.6%，顏色較暗，但是也有顏色較淡，或者酒精含量達到6%的品種。